# Jüdischer Friedhof (Kremmen)

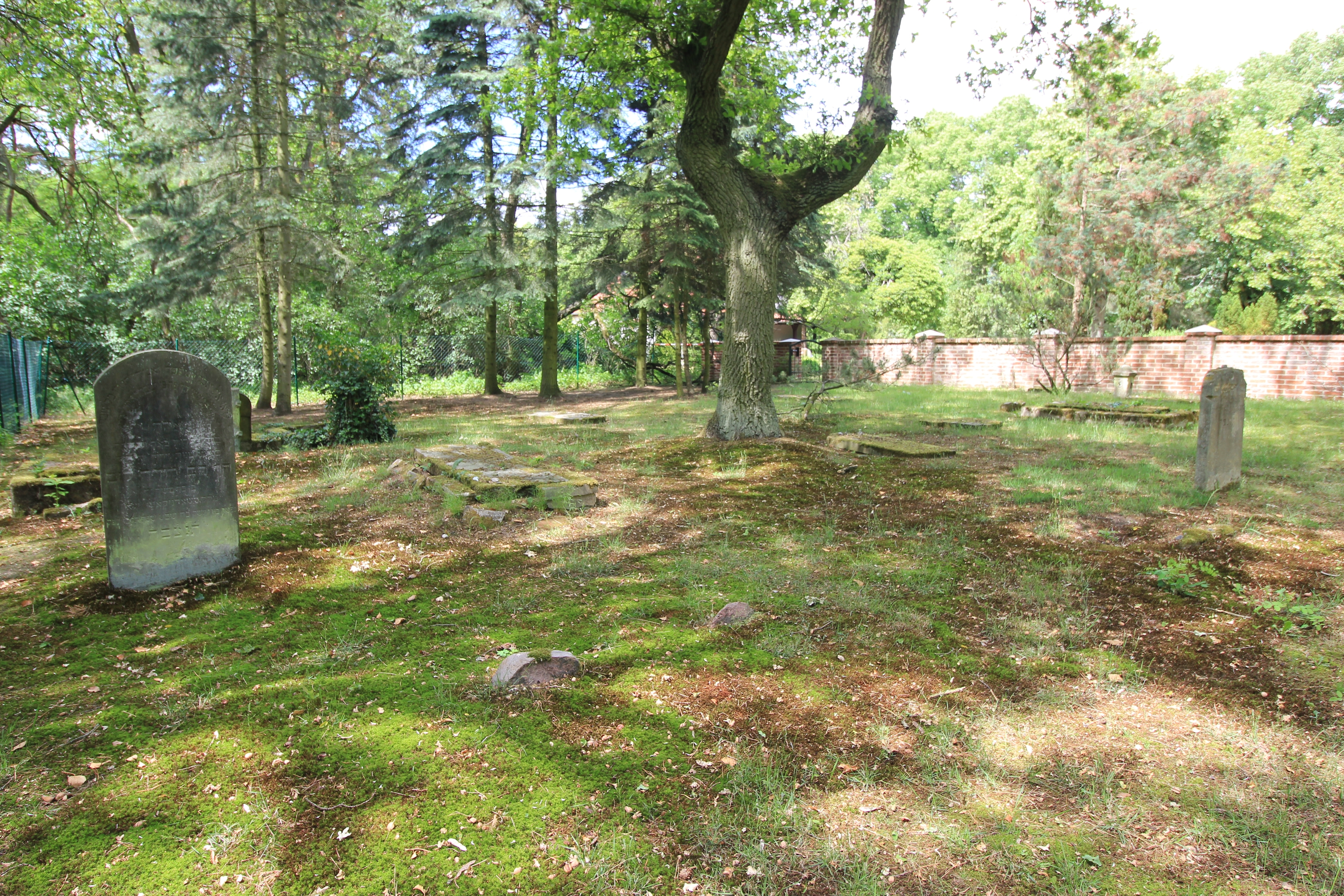
Jüdischer Friedhof Kremmen (Juni 2019)

Der Jüdische Friedhof Kremmen liegt im Ortsteil Kremmen der Stadt Kremmen im Landkreis Oberhavel in Brandenburg. 
Auf dem etwa 600 m² großen jüdischen Friedhof unweit des allgemeinen Friedhofes an der Straße nach Staffelde sind noch etwa 15 bis 20 Grabsteine vorhanden. Der Friedhof ist umzäunt.

## Geschichte
Die Toten der jüdischen Gemeinde wurden zunächst auf dem Friedhof in Oranienburg beigesetzt. Ein jüdischer Friedhof in Kremmen wurde 1815 angelegt und bis Anfang des 20. Jahrhunderts genutzt, die letzte Beisetzung war im Jahr 1905. Die Leichenhalle wurde 1924 abgebrochen. Im Jahr 1957 waren noch 30 Gräber vorhanden. In der Folgezeit verwahrloste der Friedhof völlig: Bis um 1988 wurde er als Müllabladeplatz des benachbarten allgemeinen Friedhofes benutzt, erst danach wurde er wieder hergerichtet.